# 張大興
張 大興（ちょう だいこう、簡体字中国語: 张大兴、拼音: Zhāng Dàxīng、1964年7月 - ）は、中華人民共和国の外交官、政治家。重慶市出身。西南師範学院（現・西南大学）外国語学部英語学科卒。1985年に外交部に入省して北京の本省や世界各国の中国大使館で奉職した後、2010年から2012年にかけて安徽省安慶市副市長を務めた。2012年に外交部へ戻って2015年まで本省勤務をした後、カメルーンのドゥアラ、フランス領ポリネシア・タヒチ島のパペーテの中国領事館における在外勤務、朝鮮の在清津総領事を経て、2021年9月28日より在長崎総領事。

## 経歴
- 1985年 - 1988年: 外交部教育研修局 職員[1]
- 1988年 - 1991年: 在タンザニア大使館 職員、アタッシェ[1]
- 1991年 - 1993年: 外交部教育研修局 アタッシェ、三等書記官[1]
- 1993年 - 1996年: 在マーシャル諸島大使館[3] 三等書記官、二等書記官[1]
- 1996年 - 1999年: 外交部国外局 二等書記官、副処長[1]
- 1999年 - 2003年: 在ジンバブエ大使館 二等書記官、一等書記官[1]
- 2003年 - 2005年: 外交部国外局 一等書記官[1]
- 2005年 - 2010年: 在オランダ大使館 参事官[1]
- 2010年 - 2012年: 安徽省安慶市 副市長[1]
- 2012年 - 2015年: 外交部弁公庁 副局長級幹部[1]
- 2015年 - 2017年: 在ドゥアラ領事館[4] 首席領事[1]
- 2017年　　　　　　: 在パペーテ領事館（中国語版） 首席領事[1]
- 2017年 - 2021年: 在清津総領事[2]
- 2021年 - （現職）: 在長崎総領事（第11代、9月28日着任）[1][2]